# تورمکیادی
تورمکیادی (به لاتین: Toormakeady) یک منطقهٔ مسکونی در جمهوری ایرلند است که در شهرستان مایو واقع شده‌است. تورمکیادی ۱۷۲٫۲۶ کیلومتر مربع مساحت و ۱٬۰۰۷ نفر جمعیت دارد و ۵۸ متر بالاتر از سطح دریا واقع شده‌است.